# Paloma Ulloa
Paloma Ulloa es una escritora española, nació en Yverdon les Bains (Suiza) en 1968. Su interés precoz por la literatura la llevó a publicar, en 1989, su primera obra infantil con la editorial Escuela Española, antes de emprender sus estudios de Geografía e Historia en Madrid. En 1997 publicó "Madrid al detalle" en la Editorial Complutense, en octubre de 2006 vuelve a publicar de nuevo para el público infantil, “Barahonda Bilón”: un texto en el que la autora retoma los clásicos de Navidad para crear una historia nueva en la que se funden las tradiciones de los Reyes Magos con la pujante figura de Papá Noel.
Tras el éxito de este álbum ilustrado, en mayo de 2007, publica “Las adivinanzas del Rey del Mar”, una fábula didáctica e interactiva que invita al lector a resolver acertijos y a formar parte de la aventura.
De vuelta a la literatura para adultos y a su pasión de viajera incansable, Paloma Ulloa abrió en 2008 la colección Cuadernos de Viaje®, de Ed. Buchmann, con “Madrid”, una guía de autor íntima pero exhaustiva, a través de la que explora el alma de la ciudad.
En el invierno de 2008 publicó “Barahonda y los Mayas”, título con el que, su ya conocido personaje, abre una colección que invitará a los más pequeños a recorrer a través de la historia y la imaginación la geografía del Mundo. 
En 2011, publicó "Postales en el tiempo", "Alma de juguetero", "Secretos en un bolso" y "Nadie viaja solo", un total de 366 relatos divididos en cuatro volúmenes.
En 2014 sale a la venta, en Ediciones B (Uruguay) la novela "Las novias de Travolta".
Con "Papel, papel y tinta" de la Editorial Talentura, en 2016 presenta una nueva colección de relatos.

## Obra

### Libros
- Las adivinanzas del rey del mar" (Madrid: Escuela española, 1989), ISBN 978-84-331-0437-3
- Madrid al detalle (La aventura de mirar hacia arriba) (Madrid: Ed. Complutense, 1997), ISBN 978-84-89784-27-7
- Barahonda Bilón (Madrid: Ediciones Buchmann, 2006), ISBN 978-84-935312-0-1
- Las adivinanzas del rey del mar" (Madrid: Ediciones Buchmann, 2007), ISBN 978-84-935312-3-2
- Madrid (Colección Cuadernos de Viaje®) (Madrid: Ediciones Buchmann, 2008), ISBN 978-84-935312-1-8
- Barahonda y los Mayas (Madrid: Ediciones Buchmann, 2008), ISBN 978-84-935312-5-6
- Postales en el tiempo (Madrid: Ediciones Buchmann, 2011), ISBN 978-84-937087-5-7
- Las novias de Travolta (Montevideo: Ediciones B, 2014) ISBN 978-9974-8415-5-0
- Papel, papel y tinta (Editorial Talentura, 2016) ISBN 978-8494-4119-7-7
- El hierro de tu piel (Editorial Talentura, 2021) ISBN 978-8412-0964-6-0

### Teatro
- Las novias de Travolta (Mujeres de cuarenta ...y tantos) 2011, adaptación de la obra homónima del autor uruguayo Andrés Tulipano.